# Biserica de lemn din Larga, Gorj

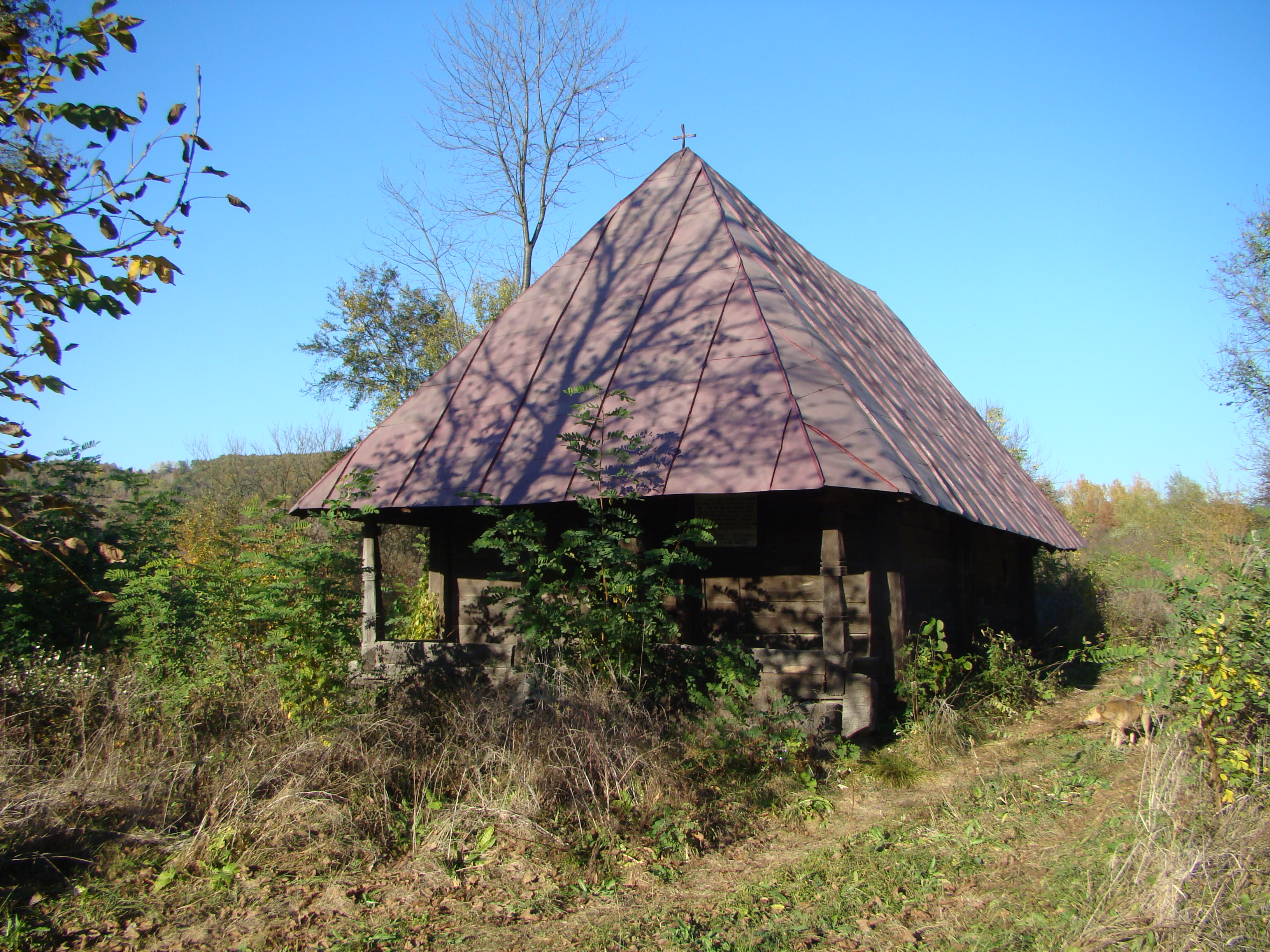
Biserica de lemn „Sfântul Ilie” din Larga, comuna Samarinești, județul Gorj, foto: octombrie 2018.

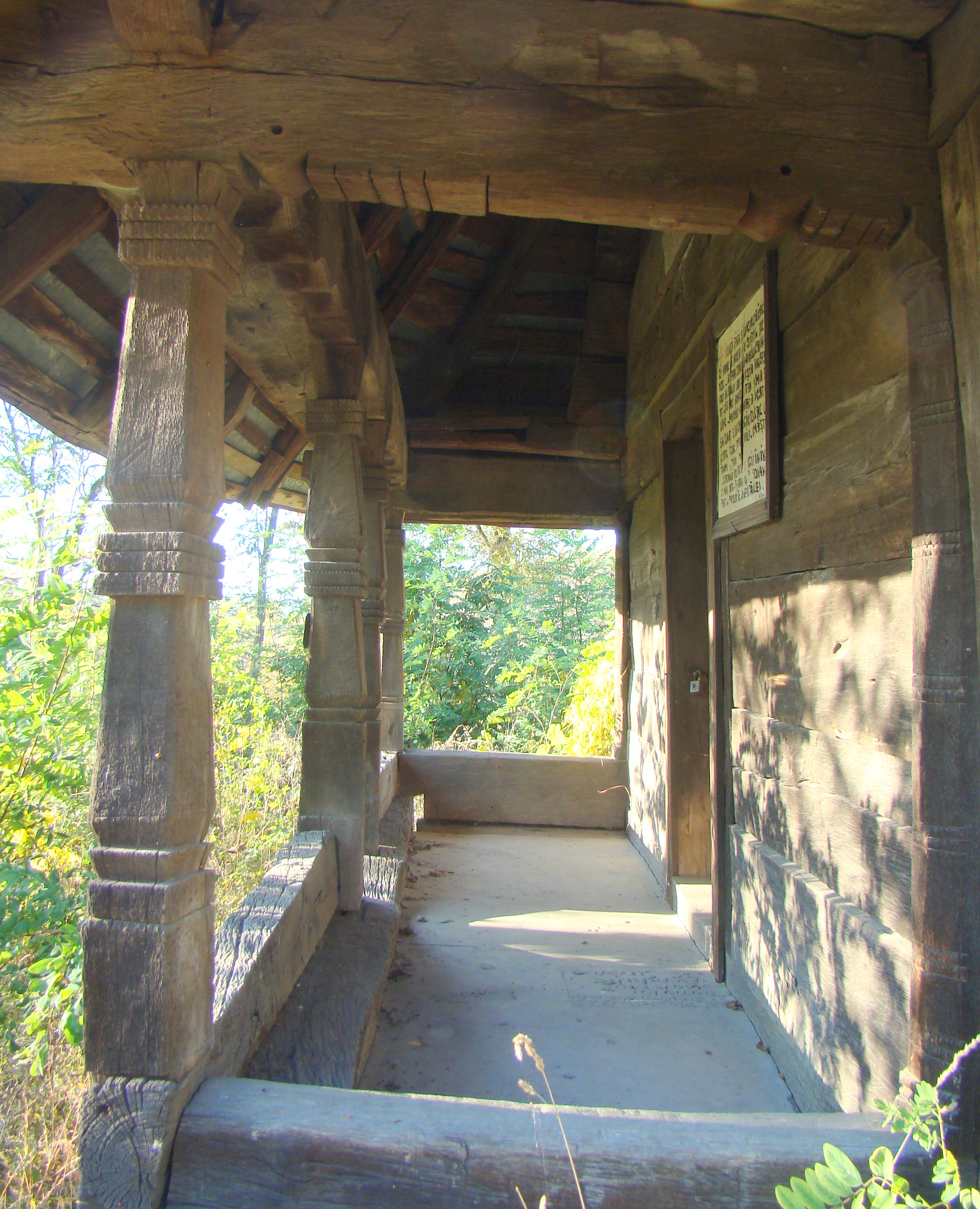
Prispa

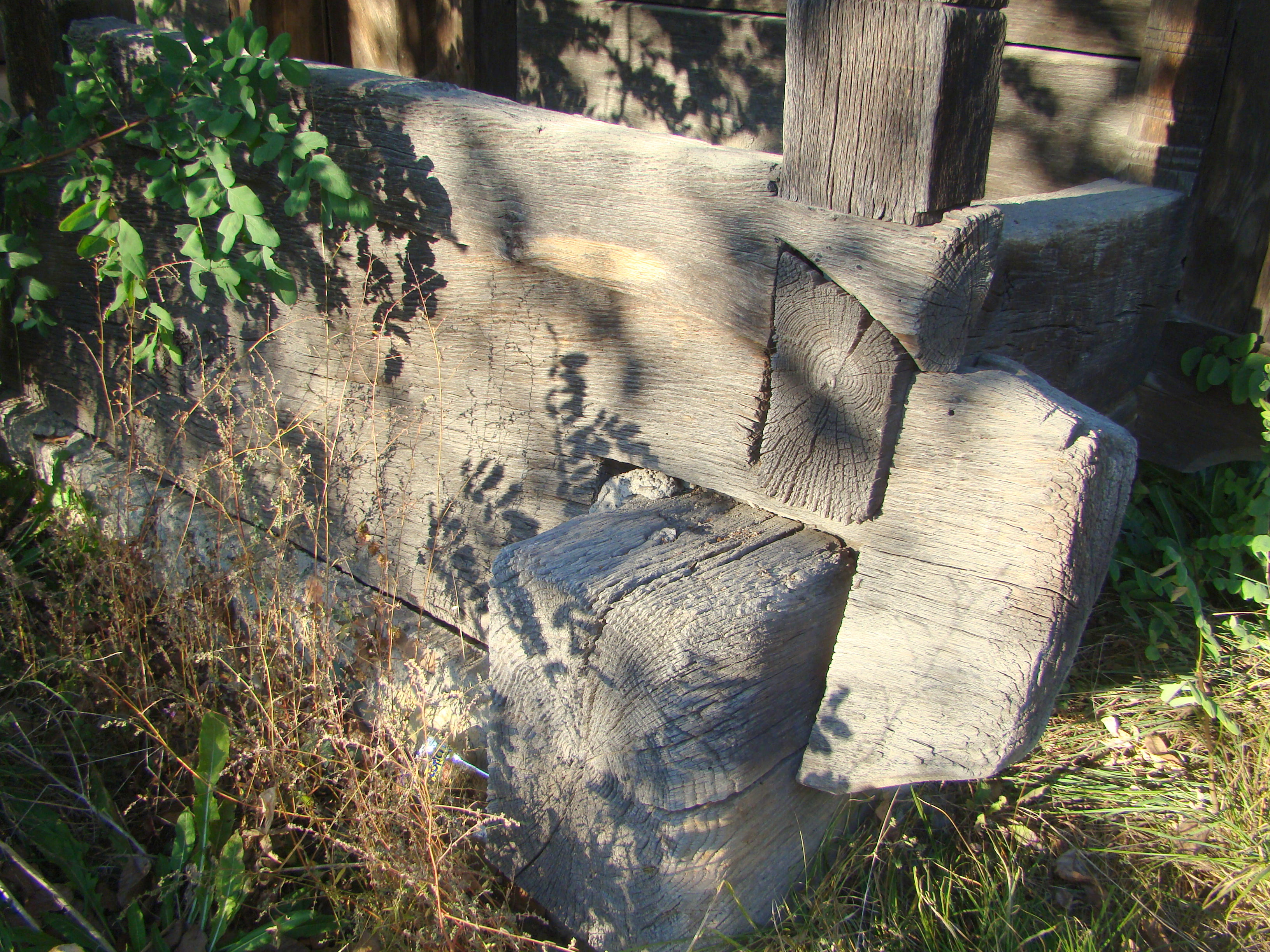
Îmbinări

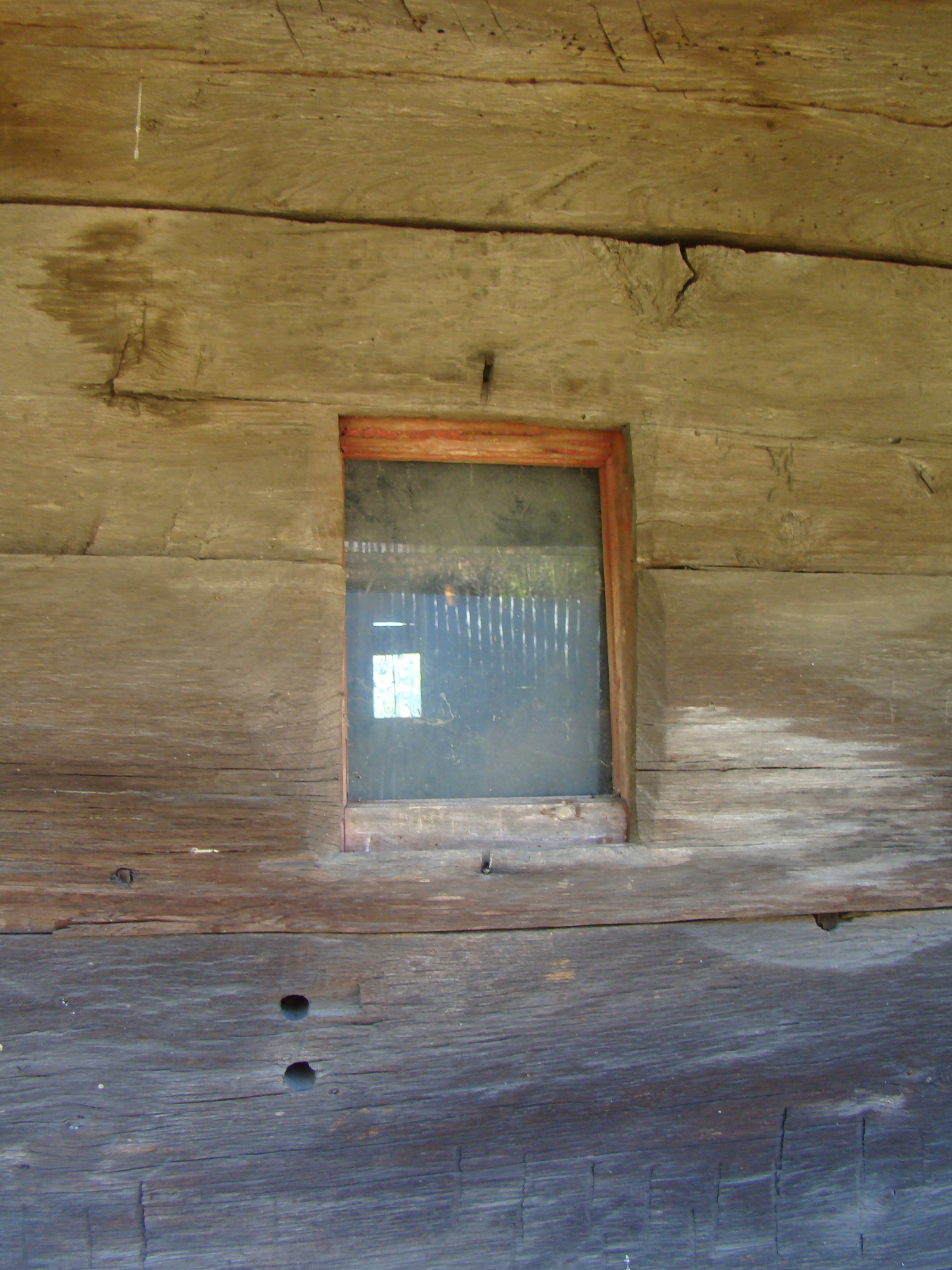
Fereastră (latura de sud)

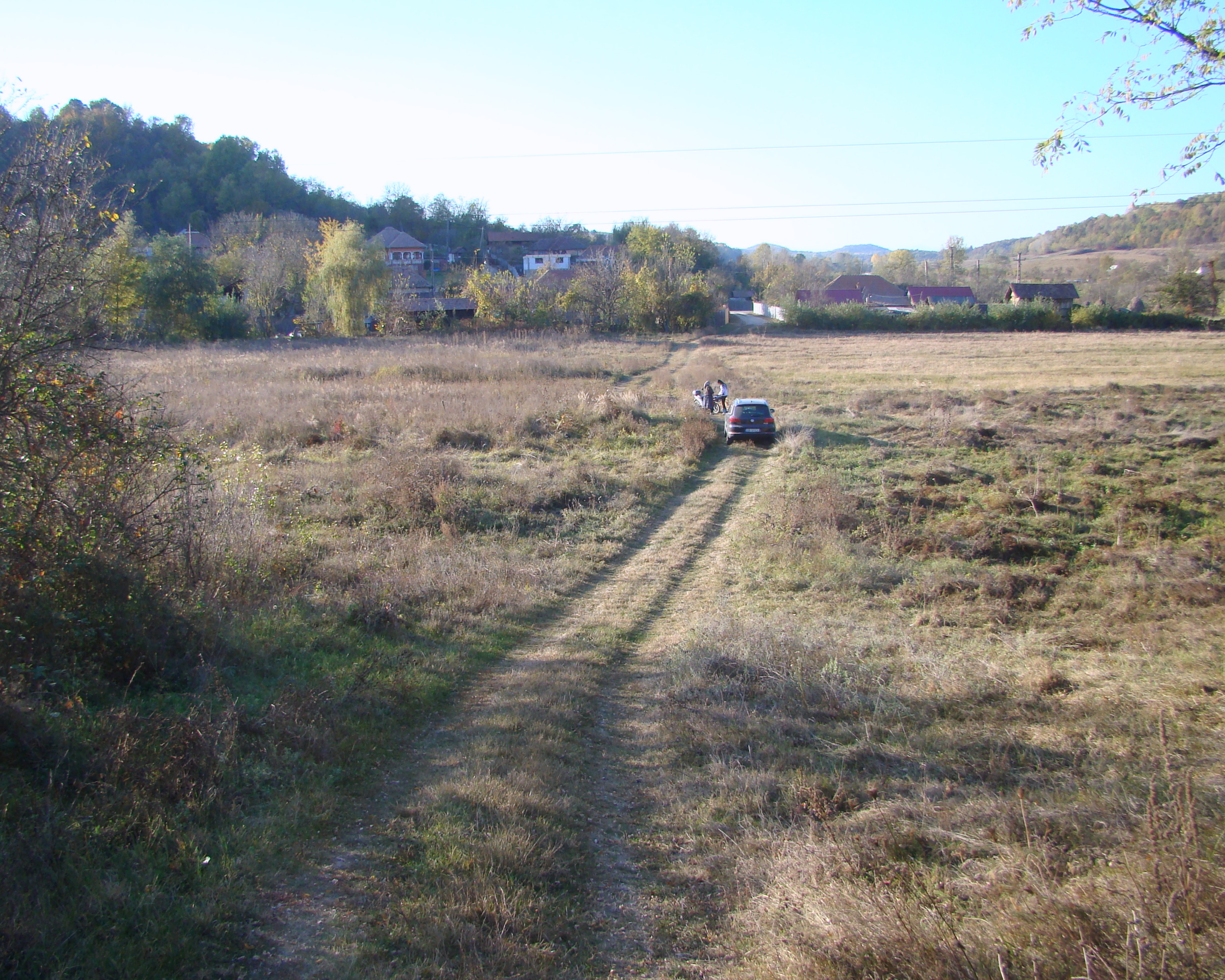
Drumul spre biserică și împrejurimi

Biserica de lemn din Larga, comuna Samarinești, județul Gorj, datează din anul 1826(1485 după textul de pe tăblița de deasupra intrării). Are hramul „Sfântul Ilie”. Biserica se află pe noua listă a monumentelor istorice sub codul LMI:  GJ-II-m-B-09318.

## Istoric și trăsături
Biserica „Sfântul Ilie” se află la marginea satului, deasupra unor miriști. În deceniul șase al secolului trecut era menționată ca fiind în „stare rea”, pe acoperiș mai existând încă învelitoarea de șindrilă. La acel moment biserica a fost temporar salvată de la dispariție prin grija preotului Dumitru Săndulian, care, împreună cu enoriașii satului, a reparat-o și acoperit-o cu tablă, în anii 1973-1974. După moartea părintelui Săndulian biserica a fost din nou părăsită și se pustiește în păduricea de salcâmi ce o înconjoară (fotografiatul a fost imposibil în detaliu, intrarea în biserică fiind blocată de tufele de scaieți și de bălării). La câțiva metri de biserică se află, tot în paragină, un alt monument istoric, cula I.C.Davani, impropriu denumită deoarece cei care au construit-o sunt aceiași cu ctitorii bisericii de lemn: boierinașii Săvoiu.
Pisania, scrisă cu vopsea, pe o bârnă, în susul intrării, este incompletă și glăsuiește: „Această sfântă și dumnezeiască biserică s-au făcut în zilele Domnului nostru Gligorie Ghica Voievod ...Pătru Brat i Dumirașcu Brat și Constandin Săvoiu ... la leat 1826. Constandin zugravu” Pisania însă, atestă doar o reparație și o împodobire cu pictură a bisericii bătrâne, construită din bârne masive de stejar, îmbinate în coadă de rândunică, după o tehnică arhaică.
Pereții înscriu o navă dreptunghiulară, de mici dimensiuni, altarul fiind decroșat, excepție făcând registrul de sus al laturii nordice, nișa proscomidiei fiind obținută prin supralărgirea acestuia.
Elevația interiorului cuprinde o boltă în leagăn peste pronaos și naos, intersecție de semicilindru și suprafețe înclinate, peste altar.
Remarcabilă prin execuție este și prispa, cu fruntariul tăiat în arcade mărunte și stâlpii sculptați într-o succesiune de volume, marcate de striuri și de chenare în dinte de lup.
Patrimoniul de pictură aflat în biserică este constituit din tâmplă, separată în registre prin frize cu decor floral: registrul icoanelor mobile, cu chipurile apostolilor și al lui Iisus Hristos, registrul praznicelor (din care se remarcă Cina din Mamvri), registrul icoanelor împărătești: Sfânta Paraschiva cu arhanghelii, Arhanghelul Mihail, Sfântul Ioan și un alt sfânt, neidentificat; ușile împărătești, cu Buna Vestire, în decor arhitectural. Toate acestea reprezintă opera, din 1826, a zugravului Constandin din Bălești, păstrător al tradițiilor artei brâncovenești. 
Acestora li se adaugă elementele ce compun tâmplișoara din pronaos, având același autor: icoana Sfântul Nicolae, icoana Deisis (cu Maria și Ioan în spatele tronului), poale de icoane. Pe spatele icoanei Arhanghelul Mihail călcând omul păcătos, se află următoarea însemnare: „această sfântă icoană s-au făcut cu osteneala lui Jupân Dumitrașcu Săndan” (ctitor ce poate fi identificat cu Dumitrașcu Brat, în sensul de frate, din pisanie).
Operei zugravului Constandin i se alătură alte două icoane, de la mijlocul secolului XIX: icoana cu reprezentarea Sf.Gheorghe și a Sf.Dumitru (din pronaos) și icoana Sf.Nicolae, ajunsă de la Larga în colecția muzeală de la Mănăstirea Tismana; ele pot fi atribuite zugravului Gheorghe, activ pe valea Jiului, la Ciuperceni și Pieptani.

## Imagini din exterior

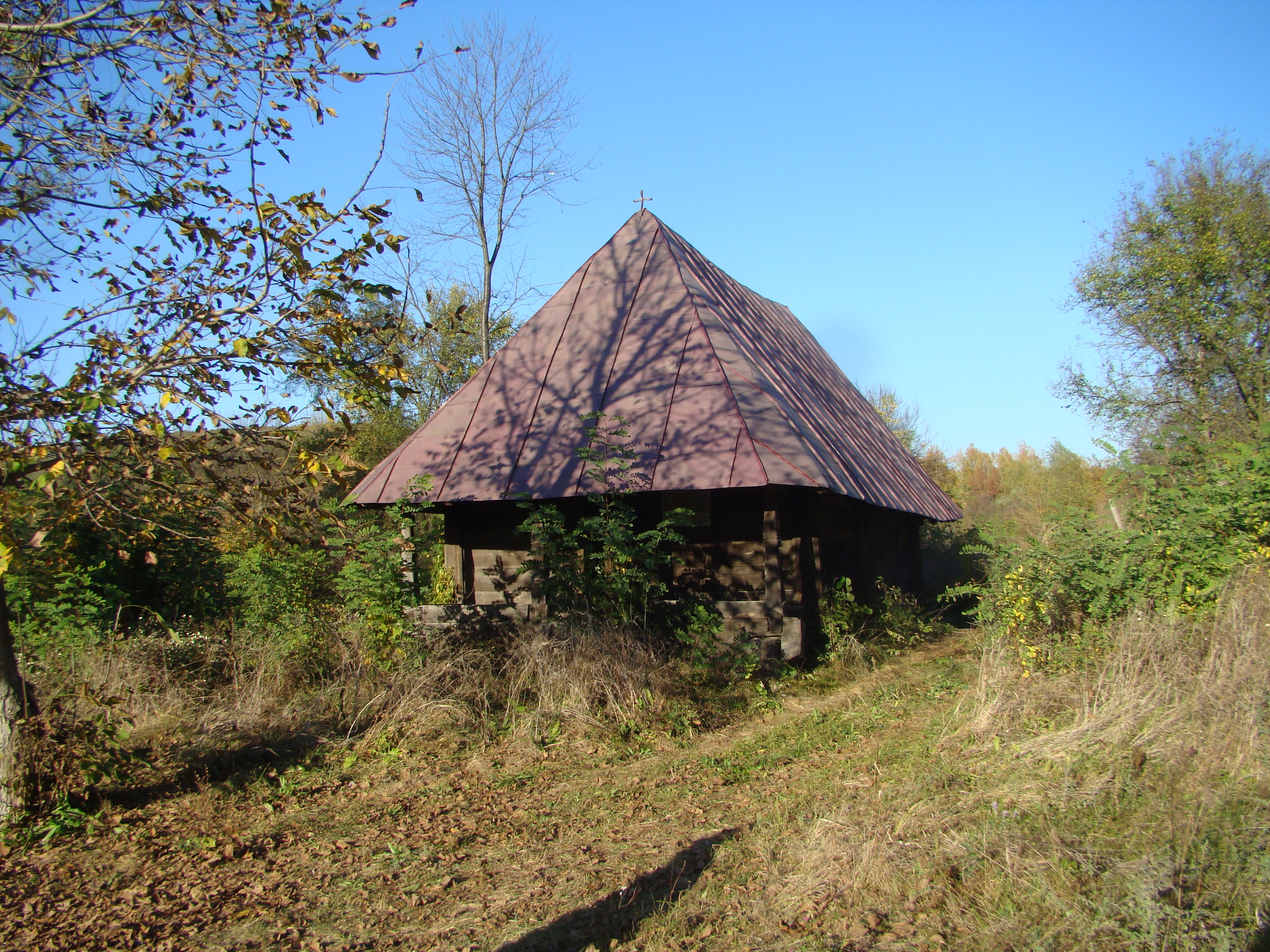
Biserica (sud-vest)
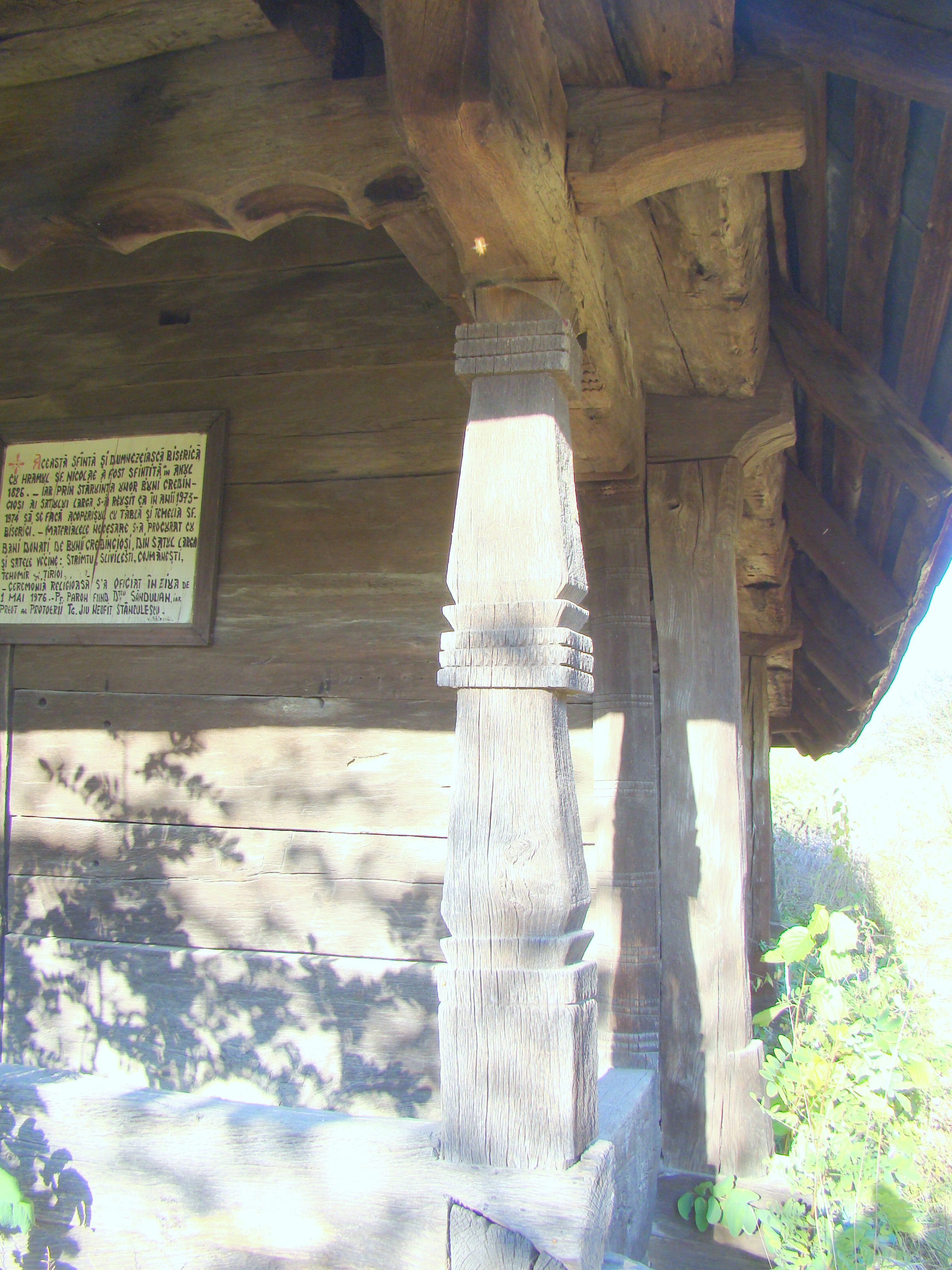
Stâlp la prispă şi pisania de la resfinţirea din 1976
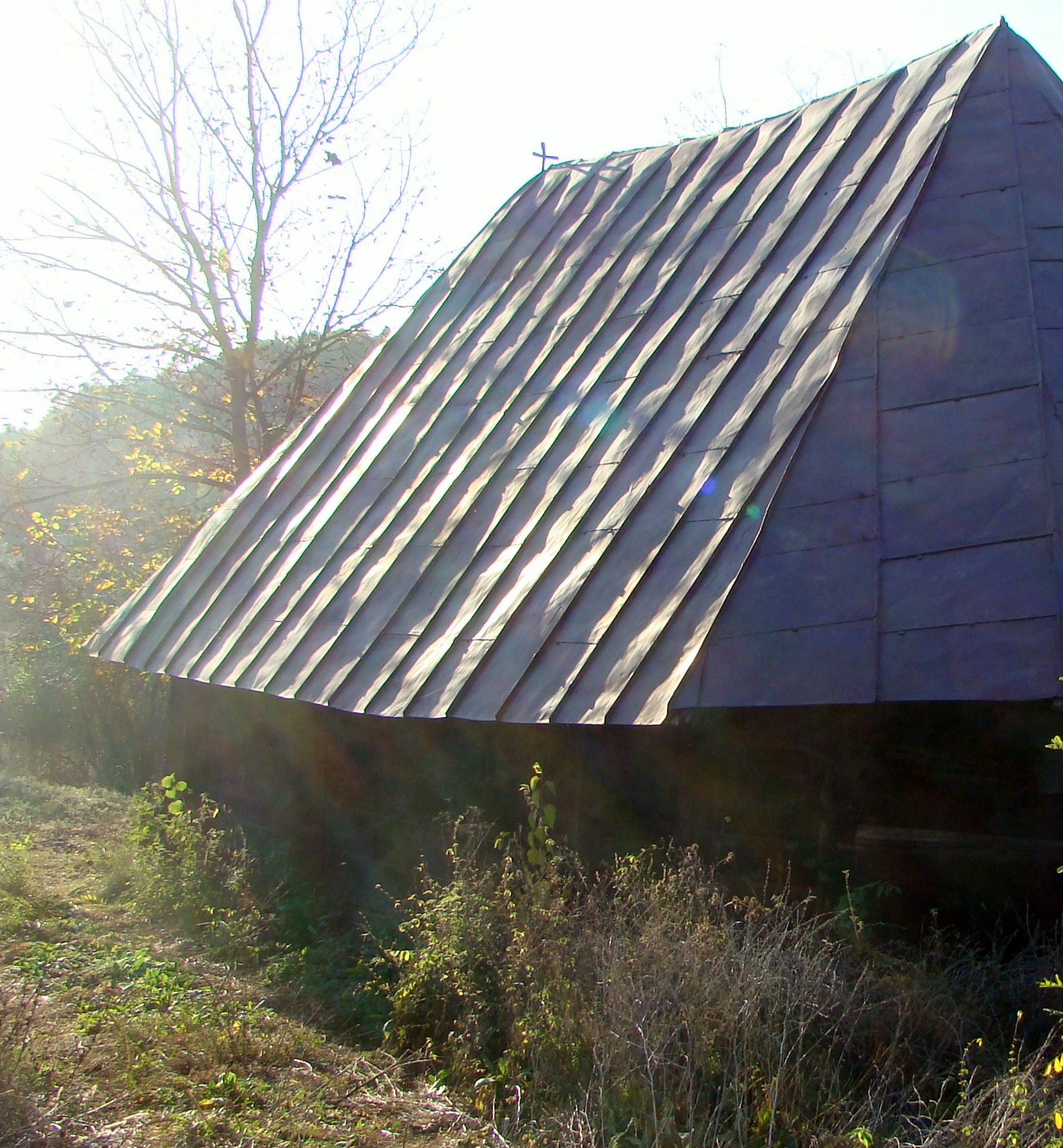
Latura de sud şi acoperişul din tablă după reparaţiile din 1974
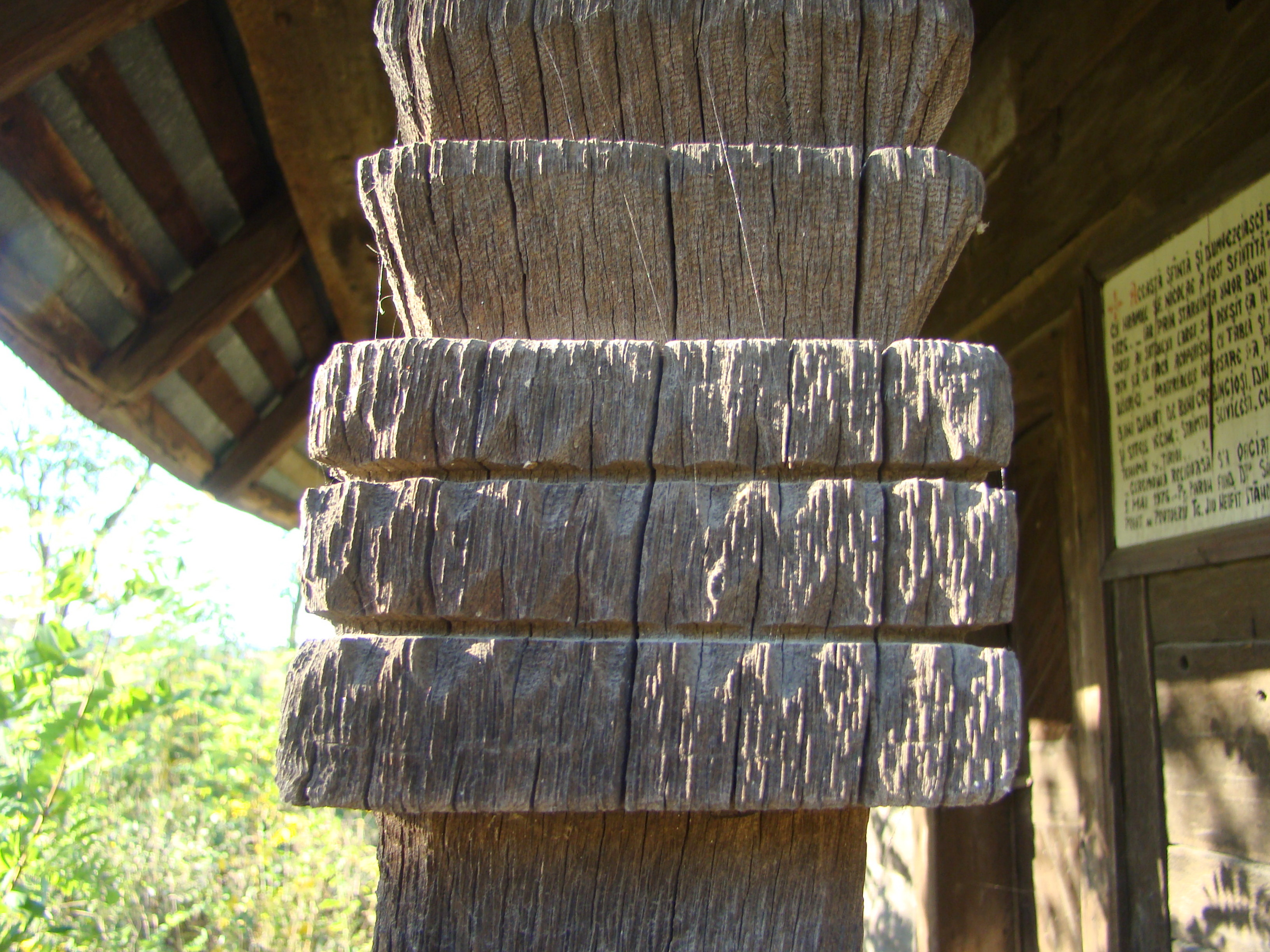
Stâlp la prispă (detaliu)
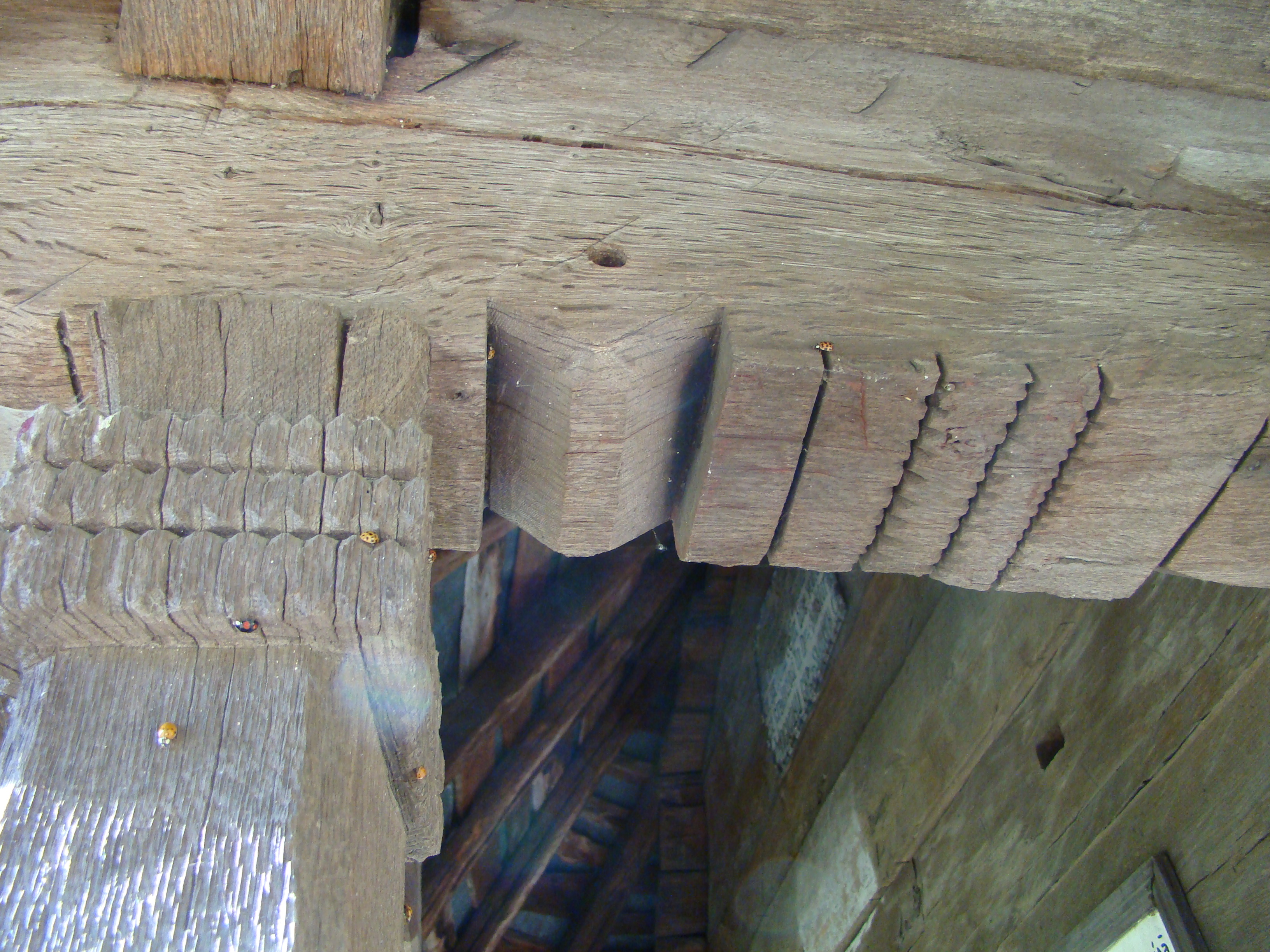
Motive decorative la prispă